# 刘易斯·卡斯
刘易斯·卡斯（英語：Lewis Cass，1782年10月9日—1866年6月17日），美国军官、政治家，曾任密歇根领地总督（1813年-1831年）、美国战争部长（1831年-1836年）、聯邦参议员（1845年-1848年、1849年-1857年）和美国国务卿（1857年-1860年）。
| 前任： 约翰·伊顿   | 美国战争部长 1831年-1836年 | 繼任： 乔尔·罗伯茨·波因塞特 |
| 前任： 威廉·L·马西 | 美国国务卿 1857年-1860年   | 繼任： 杰里迈亚·S·布莱克    |